# كوشيموتو، واكاياما
كوشيموتو (باليابانية: 串本町) هي بلدة ساحلية تقع في مقاطعة هيغاشيمورو، محافظة واكاياما، اليابان. اعتبارًا من 30 نوفمبر 2021، كان عدد سكان البلدة يقدر بـ 15192 نسمة. وتبلغ الكثافة السكانية 110 أشخاص لكل كيلومتر مربع. وتبلغ المساحة الإجمالية للبلدة 135.67 كيلومتر مربع (52.38 ميل مربع).